# Schwedderbergstraße 15 (Bad Suderode)

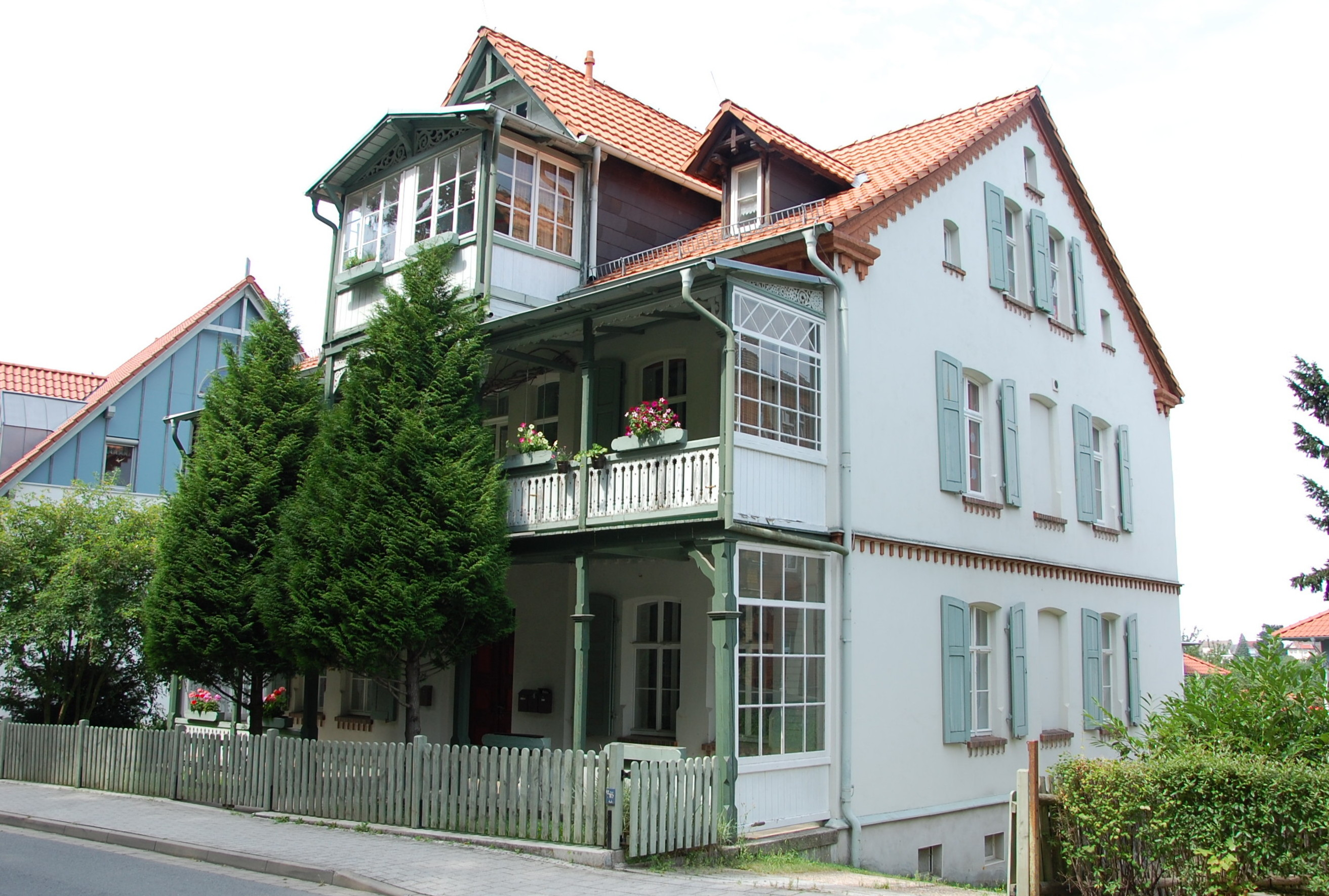
Haus Schwedderbergstraße 15

Das Haus Schwedderbergstraße 15 ist ein denkmalgeschütztes Gebäude im zur Stadt Quedlinburg in Sachsen-Anhalt gehörenden Ortsteil Bad Suderode.

## Lage
Es befindet sich südlich des Ortskerns Bad Suderodes, auf der Nordseite der Schwedderbergstraße, am nördlichen Fuße des Schwedderbergs. Im örtlichen Denkmalverzeichnis ist das Gebäude als Kurpension eingetragen.

## Architektur und Geschichte
Das zweigeschossige verputzte Gebäude entstand in der Mitte des 19. Jahrhunderts. Die Fassade ist schlicht gestaltet. Ende des 19. Jahrhunderts wurde straßenseitig eine hölzerne Veranda vor das Haus gesetzt. Die Hauseingangstür des Gebäudes ist im Original erhalten.